# Palacio Pinelli
El Palacio Pinelli es un palacio monumental situado en Spaccanapoli, en pleno centro histórico de Nápoles, Italia.

## Historia

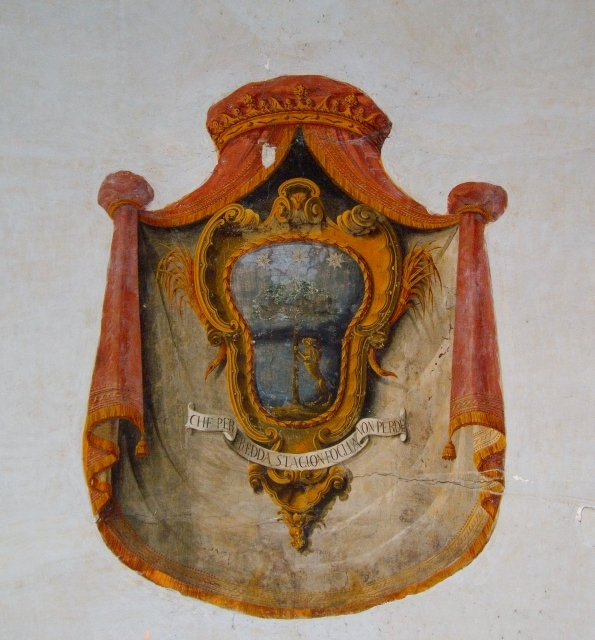
El blasón de la familia Foglia.

Fue edificado con proyecto de Giovanni Francesco Di Palma para el banquero de origen genovés Cosimo Pinelli, duque de la Cerenza. En 1688, un terremoto provocó el derrumbe de la fachada, que fue reconstruida en estilo barroco por los nuevos propietarios del edificio, los monjes de San Martino. El cambio de estilo no afectó la portada y el balcón que da a Piazza San Domenico Maggiore; además, aún se pueden admirar las decoraciones originales de roca piperno de la antigua logia renacentista. El patio, del siglo XVI, alberga una valiosa escalera del siglo XVIII. Posteriormente, se hizo dueña del palacio la familia Foglia, cuyo blasón es visible en el vestíbulo.